# Аланока, Вильма
Вильма Аланока Мамани (исп. Wilma Alanoca Mamani; род. 5 июля 1985, Ла-Пас, Боливия) — боливийская журналистка и политик. С 23 января 2017 по 14 ноября 2019 года она была министром культуры Боливии во время третьего правительства президента Эво Моралеса. До этого была оппозиционным местным депутатом муниципалитета Эль-Альто с 2015 по 2017 год от Движения за социализм (MAS-IPSP).

## Биография
Пошла в школу в Ла-Пасе в 1984 году. В 1990 году, когда ей было 12 лет, семья Аланоки переехала в город Эль-Альто, где она продолжила учёбу, окончив школу в 1996 году.
Изучала социальную коммуникацию в Высшем университете Сан-Андрес (UMSA), получив диплом журналиста в 2003 году.

### Профессиональная карьера
Аланока начала свою карьеру в СМИ в 2004 году, ещё будучи студенткой университета, выступая в программе Compartiendo la tarde на Continental Radio.
Затем какое-то время работала на Radio Fides в программе Radio en Vivo con el periodista.
Была ведущей новостей на канале Unitepc, а затем и на Paceñísima de Televisión (Canal 33). На государственном канале Bolivia TV вела программу для малого бизнеса под названием Pymes y Mypes.
В качестве радиоведущей выступала на Radio Integración в Эль-Альто со своей программой Dos horas con Wilma (Два часа с Вильмой), а также на региональном канале Эль-Альто Canal 24 с программой Wilma y Usted (Вильма и ты).
Краткое время занимала должность директора по коммуникациям COTEL.
В 2011 году Аланока присоединилась к одному из ведущих национальных каналов Red ATB, где сначала освещала новости из Эль-Альто в качестве корреспондентки, а затем в качестве ведущей новостей. В этом СМИ она проработала до 2014 года.

### Политическая деятельность
В 2015 году Аланока пошла на местные выборы от левой партии Движение к социализму (MAS-IPSP) во главе с президентом Эво Моралесом. В марте 2015 года она была избрана в местный совет в городе Эль-Альто, где заседала до 2017 года.
23 января 2017 года президент Эво Моралес назначил Аланоку министром культуры и туризма Боливии. Наряду с Марианой Прадо (1982 г.р.) и Арианой Камперо (1986 г.р.) она была одной из трёх самых молодых министров третьего правительства президента Моралеса, который приложил усилия для обновления своего кабинета за счёт включения представительниц нового поколения. Вместе с тем, президент допускал в её адрес некоторые сексистские ремарки, вызывавшие недовольство общественности.
В 2019 году министр культуры и туризма Аланока объявила, что её страна получила рекордное количество номинаций на престижную международную туристическую премию «World Travel Awards-2019».
Когда силовики вынудили президента Эво Моралеса и его правительство уйти в отставку, новые «временные» власти пытались обвинить министра Аланоку и прочих функционеров Движения к социализму в «подготовке мятежа», задержав четверых госслужащих из министерства культуры и объявив об обнаруженных в хозяйственных зданиях министерства коктейлях Молотова. 19 ноября 2019 года Вильма Аланока попросила убежище в Мексике.